# خانه یزدانی (مدرسه شهرداری)
خانه یزدانی (مدرسه شهرداری) مربوط به دوره قاجار است و در کرمان، میدان شهدا، خیابان زریسف واقع شده و این اثر در تاریخ ۲۲ مرداد ۱۳۸۴ با شمارهٔ ثبت ۱۳۰۶۸ به‌عنوان یکی از آثار ملی ایران به ثبت رسیده است.